# Franciszek de Bourbon-Conti

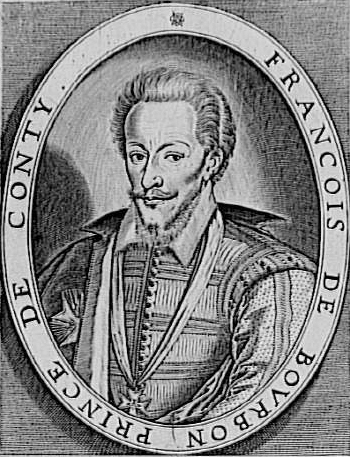
Franciszek Burbon-Conti

Franciszek I de Bourbon-Conti, fr. François de Bourbon (19 sierpnia 1558, w La Ferté-sous-Jouarre - 3 sierpnia 1614, w Paryżu) – trzeci syn Ludwika, księcia de Condé, i Eleanory de Roye. W latach 1581–1597 był markizem de Conti, a następnie został podniesiony do rangi księcia de Conti.
Do 1587 nie brał udziału we francuskich wojnach religijnych, później jego nieufność względem Henryka, trzeciego księcia de Guise spowodowała, że opowiedział się przeciwko Lidze Katolickiej i wsparł swojego kuzyna - Henryka Burbona, króla Nawarry. W 1589 po śmierci króla Henryka III Walezego, Franciszek był jednym z dwóch książąt, którzy poparli kandydaturę Henryka z Nawarry jako kolejnego króla Francji. Po koronacji kuzyna wspierał go, mimo że w 1590 kardynał Burbon wymienił samego Franciszka jako kandydata na króla.
W 1582 pierwszą żoną Franciszka została Jeanne de Coeme, dziedziczka Bonnétable, która zmarła w 1601. W 1605 Franciszek ożenił się z Louise Marguerite Lorraine-Guise (1574-1631), córką Henryka, księcia de Guise, i Katarzyny de Cleves. Z drugą żoną Franciszek doczekał się jedynie córki, więc tytuł księcia Conti przepadł:
- Marii de Conti (ur. i zm. 1610), która przeżyła jedynie 3 tygodnie

Franciszek miał jeszcze nieślubnego syna:
- Nicolasa de Conti (zm. 1648), brata przełożonego w Gramont

Wdowa po Franciszku w sekrecie poślubiła François de Bassompierre, który razem z nią spiskował przeciwko kardynałowi Richelieu. Kardynał wygnał ją później do jej majątku w Eu, niedaleko Amiens, gdzie zmarła.